# ChangeGroup
ChangeGroup er en dansk konsulentvirksomhed der rådgiver om digitalisering og IT. Konsulenthuset har mere end 100 konsulenter som løser opgaver i danske virksomheder og institutioner.[kilde mangler]
ChangeGroup blev grundlagt i 1995 af Helle Ørsted, Erik Loklindt og Jens Børre.[kilde mangler] Siden er ejerkredsen udvidet, så den nu også omfatter de medarbejdere, der sidder på kontoret i København.